# 체코 필하모니 관현악단

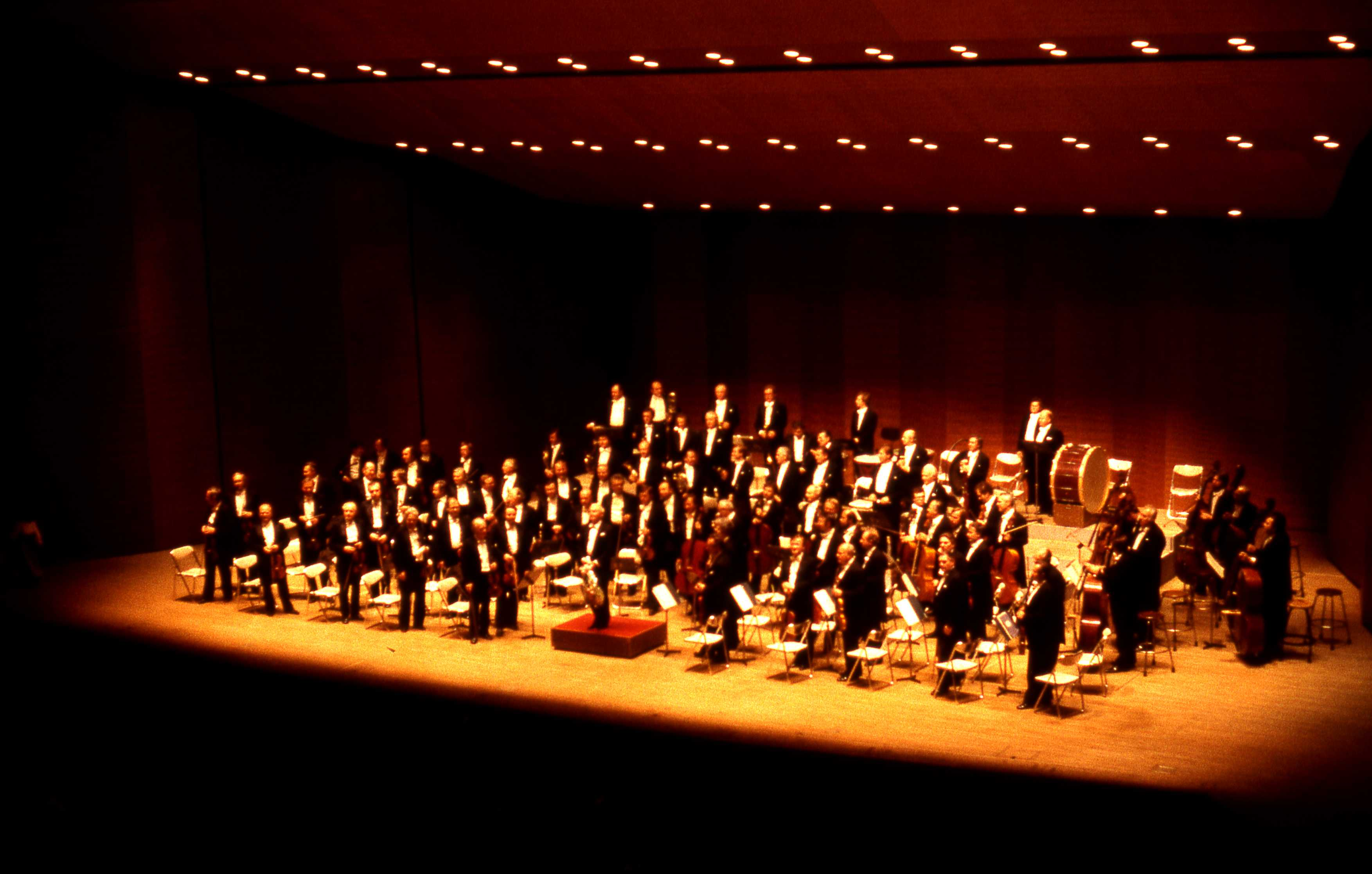

체코 필하모니 관현악단(체코어: Česká filharmonie, Czech Philharmonic Orchestra)은 체코의 대표적인 관현악단이다.

## 역사
19세기에 보헤미아와 모라비아에서 활동한 관현악단들은 모두 오페라극장 소속의 악단이었고, 연주회 전문 관현악단은 없는 상태였다. 그러나 해당 지역 출신 작곡가들이었던 스메타나와 드보르자크 등이 관현악 분야에서 득세하면서 새로운 형태의 관현악단을 창단해야 한다는 목소리가 높아졌고, 1896년 1월 4일에 프라하 국립 오페라극장의 관현악단이 프라하 음악원 출신 연주자들을 보강한 형태로 첫 공연을 가졌다. 지휘는 드보르자크가 맡았으며, 프로그램에는 자작 교향곡 9번 '신세계로부터' 의 체코 초연도 포함되어 있었다.
창단 초기에는 악단원 대부분이 오페라극장 소속이라 활동이 활발하지 않았으며, 주로 객원 지휘에 의존하는 형태였다. 1901년에야 관현악단이 정식으로 오페라극장에서 독립되었고, 초대 상임 지휘자로 루드비크 첼란스키를 초빙했다. 첼란스키는 1903년까지 직책을 유지했으며, 후임으로는 빌렘 체마네크가 임명되었다. 체마네크 재임기였던 1908년에는 말러가 자신의 교향곡 7번을 초연하기도 했으며, 말러 이외에도 아르투르 니키슈와 오스카르 네드발 등이 악단을 종종 객원 지휘했다.
1919년에 바츨라프 탈리히가 상임 지휘자로 취임했으며, 1931년에 잠시 사임한 것을 제외하고 1941년까지 장기간 재임하면서 악단을 집중적으로 육성했다. 탈리히 재임기에 체코 필은 세계적인 명성을 얻었으며, 프라하의 봄 국제 음악제 출연과 레코드 녹음도 이 때부터 시작했다. 그러나 1941년에 독일군이 체코슬로바키아를 점령하면서 탈리히는 직위해제 처분을 당한 뒤 국민극장으로 옮겼고, 후임으로는 라파엘 쿠벨릭이 임명되었다. 그러나 독일군 지배하에서 악단은 관제 행사에 동원될 것을 강요당했으며, 전쟁 말기에는 사실상 활동 정지 상태에 놓이기도 했다.
2차 세계대전 종전 후에는 국립 관현악단으로 승격되었고, 쿠벨릭이 계속 상임 지휘자로 활동했다. 그러나 1948년에 체코슬로바키아가 사회주의 국가가 되면서 쿠벨릭은 해외로 망명했고, 약 2년간 탈리히와 바츨라프 노이만 등의 객원 지휘로 운영되었다. 1950년에 카렐 안체를이 상임 지휘자로 취임해 본격적인 악단 재건을 시작했으나, 1968년에 일어난 프라하의 봄 시민 봉기가 소련군에 의해 유혈 진압되자 캐나다로 망명했다.
안체를의 후임으로는 라이프치히 게반트하우스 관현악단에서 근무하던 노이만이 임명되었으며, 노이만은 체코슬로바키아가 민주화되던 1989년까지 21년간 장기 재임하면서 탈리히 재임기 때의 명성 회복에 주력했다. 노이만의 후임으로는 1990년에 이르지 벨로흘라베크가 발탁되어 1992년까지 재임했으며, 이어 게르트 알브레히트와 블라디미르 아슈케나지가 자리를 이어받았다. 그러나 1990년대 들어 연주력이 점차 하향세를 보이고 있다는 비판이 계속되었으며, 2003년에는 아슈케나지의 후임으로 즈데넥 마칼이 임명되었다.
그러나 마칼도 2007년에 갑작스럽게 사의를 표명했고, 2008년 현재 상임 지휘자 공석 상태로 찰스 매케라스와 만프레드 호네크 등의 객원 지휘자들이 지휘하고 있다. 악단 이사회는 2009년 시즌부터 엘리아후 인발이 상임 지휘자로 활동할 예정이라고 발표한 바 있다.

## 상주 공연장과 주요 활동
1885년에 건립된 루돌피눔의 드보르자크 홀을 주요 공연장으로 삼고 있다. 사회주의 체제 때에는 '예술가의 집' 으로도 불렸으며, 우수한 음향 조건으로 유명하다. 이외에도 프라하의 봄 국제 음악제 기간 중에는 시립 공연장인 오베츠니 둠의 스메타나 홀에서도 공연을 개최하고 있다.
창단 때부터 드보르자크나 스메타나, 야나체크 등 체코 출신 작곡가들의 작품 연주와 보급에 주력했으며, 현재도 기본 레퍼토리로 계속 공연되고 있다. 탈리히와 안체를, 노이만이 남긴 녹음들도 대부분 해당 작곡가들의 관현악 작품을 포괄하고 있으며, 사회주의 체제 때는 쇼스타코비치나 프로코피에프, 하차투리안 등의 소련 작곡가들이 작곡한 작품들도 자주 연주했다. 이외에도 노이만이 특히 즐겨 공연한 말러의 교향곡 연주로도 유명하다. 사회주의 체제 하에서는 체코 국영 음반사였던 수프라폰과 주로 녹음했으며, 이외에 도이체 그라모폰 등 서방 음반사에서도 종종 녹음한 바 있다.
그러나 위에 서술한 대로 1990년대 이후로는 연주력이 점차 떨어지고 있다는 비판이 제기되고 있으며, 알브레히트나 아슈케나지, 마칼 등의 지휘자들도 단원들과 원만한 관계를 유지하지 못해 마찰 사례들이 종종 스캔들화되어 언론에 보도되기도 했다. 민주화 이후에는 특히 일본의 음반사들과 밀접한 관계를 맺고 있으며, 포니캐년에서 노이만과 알브레히트, 아슈케나지, 마칼의 녹음들을 출반하고 있다. 동시에 기타리스트 잉베이 맘스틴과 협연하거나, 히사이시 조나 노미 유지가 일본 애니메이션 OST의 이미지 앨범 등으로 제작한 교향조곡과 교향곡의 녹음 등 종래의 클래식 일변도 활동에서 탈피하는 변화를 모색하고 있다.
산하 단체로 단원들이 결성한 소규모 실내 관현악단인 '체코 필하모니 실내 관현악단' 도 활동하고 있으며, 현악 4중주 등의 실내악 활동도 진행되고 있다.

## 역대 지휘자
- 루드비크 첼란스키 (1901-1903 상임 지휘자)
- 빌렘 체마네크 (1903-1918 상임 지휘자)
- 바츨라프 탈리히 (1919-1931, 1933-1941 상임 지휘자)
- 라파엘 쿠벨릭 (1942-1948 상임 지휘자)
- 카렐 안체를 (1950-1968 상임 지휘자)
- 바츨라프 노이만 (1968-1989 상임 지휘자)
- 리보르 페세크 (1982-1990 전임 지휘자)
- 이르지 벨로흘라베크 (1990-1992 상임 지휘자)
- 게르트 알브레히트 (1993-1996 상임 지휘자)
- 블라디미르 아슈케나지 (1996-2003 상임 지휘자)
- 찰스 매케라스 (1996-1997 수석 객원 지휘자)
- 즈데넥 마칼 (2003-2007 상임 지휘자)
- 엘리아후 인발 (2009-2011 상임 지휘자)
- 이르지 벨로흘라베크 (2012-2017 상임 지휘자)